# Piotr Klawer
Piotr Klawer (ur. 25 czerwca 1580 w Verdú w Katalonii, zm. 8 września 1654 w Cartagenie w obecnej Kolumbii) – hiszpański jezuita (SJ), misjonarz, opiekun niewolników, apostoł Murzynów amerykańskich, święty Kościoła katolickiego.

## Życiorys
Jego rodzicami byli Piotr Klawer i Anna Korbero. Uczył się w kolegium jezuickim w Barcelonie. W wieku 22 lat Piotr wstąpił do zakonu jezuitów w Tarragonie. Studiował filozofię w Palma de Mallorca. Tam też zaprzyjaźnił się z furtianem klasztoru św. Alfonsem Rodríguezem, który rozbudził w nim zapał do pracy misyjnej. Następnie studiował teologię w Barcelonie, gdzie uzyskał stopień doktora w 1610 r. Po studiach udał się do Sewilli, gdzie przygotowywał się do podjęcia pracy misyjnej. Otrzymał zgodę na wyjazd do Ameryki Południowej. 15 kwietnia 1610 r. wyruszył do Nowej Granady (obecnie Kolumbia). Otrzymał święcenia kapłańskie 19 marca 1616 r. jako pierwszy jezuita wyświęcony w Cartagenie. Również w Cartagenie podjął pracę duszpasterską wśród czarnoskórych niewolników przywożonych z Afryki. Robił wszystko, co mógł, aby ulżyć ich doli. Czekał w porcie na ich przybycie, opiekował się nimi, karmił głodnych wyżebranym wcześniej chlebem, pocieszał, uczył katechizmu i udzielał sakramentów. W czasie swojej działalności ochrzcił wiele tysięcy niewolników. Ponadto opiekował się trędowatymi w leprozoriach.

## Kult
Patronat
Leon XIII ogłosił go patronem „misji wśród Murzynów” w 1896. W 1894 r. bł. Maria Teresa Ledóchowska założyła Sodalicję św. Piotra Klawera dla Misji Afrykańskich, która została następnie przekształcona w zgromadzenie Sióstr Misjonarek św. Piotra Klawera (potocznie klawerianki), zatwierdzone przez Stolicę Apostolską w roku 1910.
Beatyfikacja i kanonizacja
Do grona błogosławionych zaliczył go Pius IX w dniu 16 lipca 1851, a do świętych papież Leon XIII w dniu 15 stycznia 1888.
Relikwie
Relikwie Piotra Klawera znajdują się w kryształowym relikwiarzu pod głównym ołtarzem kościoła pod jego wezwaniem w Cartagenie.
Dzień obchodów
Wspomnienie liturgiczne obchodzone jest 9 września.